# Scutiger
Ne pas confondre avec le genre de chilopodes Scutigera, dont les espèces sont nommées « scutigère ».
Genre
Synonymes
- Cophophryne Boulenger, 1887
- Aelurophryne Boulenger, 1919
- Aelurolalax Dubois, 1987 "1986"

Scutiger est un genre d'amphibiens de la famille des Megophryidae.

## Répartition
Les 21 espèces de ce genre se rencontrent dans le sud-ouest de la Chine, dans le nord de la Birmanie, dans le nord de l'Inde et au Népal.

## Liste des espèces
Selon Amphibian Species of the World (19 novembre 2016) :
- Scutiger adungensis Dubois, 1979
- Scutiger bhutanensis Delorme & Dubois, 2001
- Scutiger boulengeri (Bedriaga, 1898)
- Scutiger brevipes (Liu, 1950)
- Scutiger chintingensis Liu & Hu, 1960
- Scutiger ghunsa Khatiwada, Shu, Subedi, Wang, Ohler, Cannatella, Xie, & Jiang, 2019
- Scutiger glandulatus (Liu, 1950)
- Scutiger gongshanensis Yang & Su, 1979
- Scutiger jiulongensis Fei, Ye & Jiang, 1995
- Scutiger liupanensis Huang, 1985
- Scutiger maculatus (Liu, 1950)
- Scutiger mammatus (Günther, 1896)
- Scutiger muliensis Fei & Ye, 1986
- Scutiger nepalensis Dubois, 1974
- Scutiger ningshanensis Fang, 1985
- Scutiger nyingchiensis Fei, 1977
- Scutiger occidentalis Dubois, 1978
- Scutiger pingwuensis Liu & Tian, 1978
- Scutiger sikimmensis (Blyth, 1855)
- Scutiger spinosus Jiang, Wang, Li & Che, 2016
- Scutiger tengchongensis Yang & Huang, 2019
- Scutiger tuberculatus Liu & Fei, 1979
- Scutiger wanglangensis Ye & Fei, 2007
- Scutiger wuguanfui Jiang, Rao, Yuan, Wang, Li, Hou, Che & Che, 2012

## Publication originale
- Theobald, 1868 : Catalogue of reptiles in the Museum of the Asiatic Society of Bengal. Journal of the Asiatic Society of Bengal, vol. 37, p. 7-88 (texte intégral).